# 1959 w lotach kosmicznych
| Data                 | Ładunek    | Rakieta       | Opis |
| -------------------- | ---------- | ------------- | --- |
| 2 stycznia 1959      | Łuna 1     | Łuna          | Sonda księżycowa, która miała uderzyć w powierzchnię Księżyca. Pierwszy ziemski obiekt który wydostał się poza grawitacyjne oddziaływanie Ziemi.       |
| 17 lutego 1959       | Vanguard 2 | Vanguard      | Celem misji była obserwacja pokrywy chmur. Drugi najstarszy satelita ciągle pozostający na orbicie.                                                    |
| 7 sierpnia 1959      | Explorer 6 | Thor Able III | W ramach programu Explorer badał magnetosferę, promieniowanie kosmiczne i pokrywę chmur.                                                               |
| 12 września 1959     | Łuna 2     | Łuna          | Misja zakończona sukcesem, po tym jak sonda jako pierwszy obiekt w historii zderzyła się z powierzchnią Księżyca.                                      |
| 4 października 1959  | Łuna 3     | Łuna          | Misja zakończona sukcesem, po tym jak sonda przeleciała w pobliżu Księżyca, zrobiła zdjęcia niewidocznej z Ziemi jego części i przesłała je na Ziemię. |
| 13 października 1959 | Explorer 7 | Juno II       | Głównym celem misji było badanie magnetosfery. |